# Tara Mueller
Tara Mueller (31 luglio 1989) è una pallavolista statunitense.
Gioca nel ruolo di schiacciatrice nelle Valencianas de Juncos.

## Carriera
La carriera di Tara Mueller inizia nei tornei scolastici statunitensi, nei quali gioca con la Desert Mountain High School. Al termine delle scuole superiori, inizia la carriera universitaria con la University of Nebraska-Lincoln: con le Cornhuskers prende parte alla Division I NCAA dal 2007 al 2010, raccogliendo anche qualche riconoscimento individuale.
Dopo un periodo di inattività, stagione 2012-13 inizia la carriera professionistica, giocando per il Turn- und Sportverein Düdingen nella Lega Nazionale A svizzera; al termine degli impegni col club elvetico, firma per la fase finale della Liga de Voleibol Superior Femenino 2013, difendendo i colori delle Valencianas de Juncos, ritornando poi nella stagione seguente al Turn- und Sportverein Düdingen.
Nel campionato 2014-15 approda in Francia, prendendo parte alla Ligue A con l'Istres Ouest Provence Volley-Ball. Nella stagione 2016 torna invece a Porto Rico, questa volta giocando per le Orientales de Humacao, inserita inoltre nel squadra delle stelle del torneo, mentre nella stagione seguente approda alle Changas de Naranjito, che tuttavia lascia nel corso dell'annata, che conclude con le Valencianas de Juncos.

## Palmarès

### Premi individuali
- 2008 - All-America Second Team
- 2008 - NCAA Division I: Seattle Regional MVP
- 2016 - Liga de Voleibol Superior Femenino: All-Star Team